# Mario Arnoldo Montoya
Mario Arnoldo Montoya (San Salvador; 30 de agosto de 1930-13 de noviembre de 2017) fue un futbolista salvadoreño que jugaba como delantero.

## Trayectoria
Debutó con 16 años como jugador del Atlético España, antes que creara la Primera División de El Salvador. Cuando esta se fundó en 1948, se trasladó al Juventud Olímpica, donde se mantuvo hasta 1954, ya que decidió retirarse porque no le dieron permiso de fichar con el América de la Primera División de México.

## Selección nacional
Jugó con la selección de El Salvador el Campeonato Centroamericano y del Caribe de Costa Rica 1953, donde anotó dos goles contra Panamá. Ganó la medalla de oro en los Juegos Centroamericanos y del Caribe de Ciudad de México 1954, anotando tres goles que lo ubicó en segundo lugar de máximos goleadores del torneo.